# فرودگاه ترابزون
فرودگاه ترابزون  (به انگلیسی: Trabzon Airport) (به زبان بومی: Trabzon Havalimanı) یک فرودگاه همگانی با کد یاتا TZX است که یک باند فرود سنگفرش دارد و طول باند آن ۲۶۴۰ متر است. این فرودگاه در شهر ترابزون کشور ترکیه قرار دارد و در ارتفاع ۳۲ متری از سطح دریا واقع شده است.

## شرکت‌های هواپیمایی و مقصدهای پروازی
| شرکت‌های هواپیمایی                  | مقصدهای پروازی                                                                       |
| ---------------------------------- | ------------------------------------------------------------------------------------ |
| ایر عربیا                          | شارجه                                                                                |
| اطلس گلوبال                        | آنتالیا آتاترک                                                                       |
| انور ایر                           | حیدر علی‌اف، آتاترک، ارجان                                                            |
| پگاسوس ایرلاینز                    | آدانا، آنتالیا، صبیحه گوکچن، عدنان مندرس                                             |
| سان اکسپرس                         | آنتالیا، دوسلدورف، عدنان مندرس فصلی: کلن بن، فرانکفورت، اشتوتگارت                    |
| ترکیش ایرلاینز                     | آتاترک، ملک خالد فصلی: برلین تگل، ملک فهد، دوسلدورف، فرانکفورت، کویت، اشتوتگارت، وین |
| ترکیش ایرلاینز اجرا توسط آنادولوجت | اسن‌بوغا، صبیحه گوکچن، ایستگاه هوایی نیروی دریایی سنگیز توپل                          |